# Rudolf Antonín Dvorský

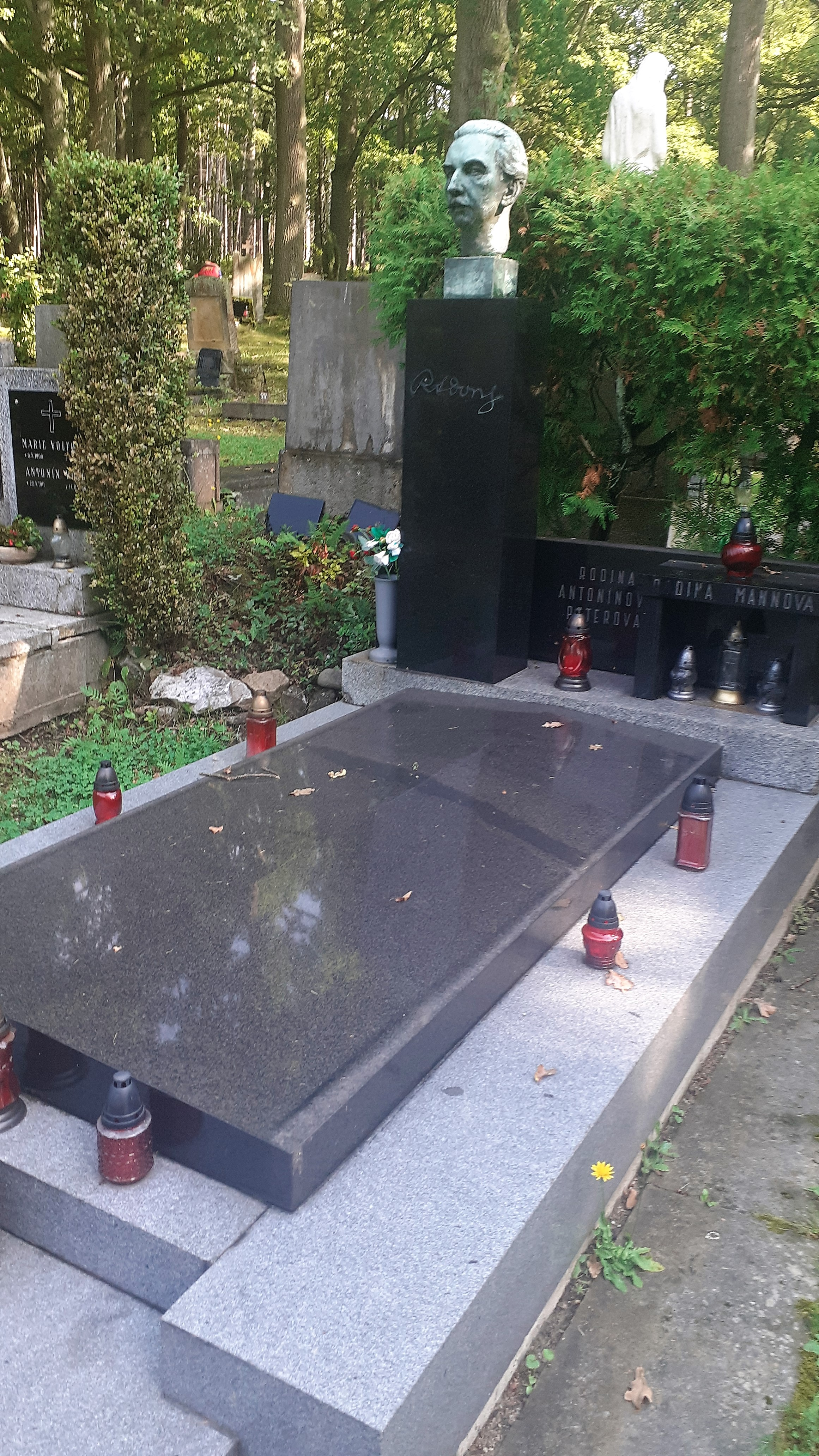
Grabmal von Rudolf Antonín Dvorský auf dem Waldfriedhof in Dvůr Králové nad Labem

Rudolf Antonín Dvorský (* 24. März 1899 als Rudolf Antonín in Könginhof, Bezirk Trautenau; † 2. August 1966 in Prag, Tschechoslowakei) war ein tschechischer Sänger, Komponist, Verleger und Bandleader. Der Nachname war ein von seiner Geburtsstadt abgeleiteter Künstlername.

## Leben
Dvorský wuchs in der ostböhmischen Stadt Dvůr Králové auf und war zunächst Angestellter einer Bierbrauerei. Nach dem Ersten Weltkrieg zog er mit 19 Jahren nach Prag. Als Redakteur eines Verlages lernte er die Notenliteratur der Jazzmusik kennen und wechselte in die Musikbranche. Nach seinem Geburtsort legte er sich den Künstlernamen R. A. Dvorský zu. Er trat zunächst bei Karel Hašler in dessen Kabarett im Lucerna-Palast auf. 1926 gründete er sein Quartett Melody Makers, das er allmählich zu einer erstklassigen Big Band entwickelte und in Melody Boys umbenannte. Den Jazz machte er mit seinen Arrangements etwas salonfähiger, war auch offen für andere Musikrichtungen und integrierte zum Beispiel auch die volkstümlichere heimische Polka in seine Programme. Weitere Inspirationen holte er sich vor allem aus dem Ausland, wo er sich öfter aufhielt, oder bei ausländischen Formationen, die in Prag auftraten. So spielte er zu Beginn der 1930er Jahre als Pianist im Orchester des Geigers Sam Baskini und dessen Jazz-Symphonikern in Berlin mit.
Zu der Sängerelite seines Orchesters gehörten u. a. Inka Zemánková, Arnošt Kavka und die drei Allan-Sisters Máša Horová, Věra Kočvárová und Jiřina Salačová. Den größten Erfolg feierte aber immer der Orchesterleiter selbst, wenn er ans Mikrophon trat. Die Zeit zwischen den beiden Weltkriegen war für Dvorský die schönste, produktivste und glücklichste. Mit seinem Orchester gastiert er auch in den westböhmischen Kurorten und in Dänemark.
1936 gab er im eigenen Verlag das Gesamtwerk von Jaroslav Ježek heraus, daneben auch eigene Kompositionen und die anderer herausragender Persönlichkeiten der tschechischen Jazz- und Tanzmusikszene. Sie wurden auch in andere europäische Länder wie Dänemark, die Niederlande und Großbritannien exportiert. Bei der mit der deutschen Telefunkenplatte kooperierenden tschechischen Plattenfirma Ultraphon nahm er insgesamt etwa 2000 Titel auf Schellackplatten auf. Ferner wirkte er als Sänger und mit seinem Orchester bei etwa 25 Filmen mit.
Am 2. Mai 1940 sang er im Prager Lucerna-Palast in Begleitung seiner Big Band den Titel Unser Tschechisches Lied im Beisein des zu Tränen gerührten Autors Karel Hašler, der ein Jahr später im KZ Mauthausen starb.
1944 erkrankte er an einer schweren Lungenentzündung. Nach dem Krieg 1945 wurde sein Orchester aufgelöst. Mit dem Februarumsturz 1948 wurde auch sein Musikverlag enteignet. Von 1953 bis 1956 war er aus politischen Gründen in Haft und durfte erst 1965 wieder öffentlich auftreten. 1967, ein Jahr nach seinem Tode, wurde sein Titel Ein Märchen von Maiglöckchen zum Schlager des Jahres gewählt.